# CA Sarmiento
A CA Sarmiento egy argentin labdarúgócsapat Junín városában. A egyesületet 1911. április 1-jén alapították. A klub jelenleg az első osztályban szerepel és a 22 000 néző befogadására alkalmas Estadio Eva Perónban játssza hazai mérkőzéseit.
1981 óta több szezonban is szerepeltek már az első osztályban, utoljára 2020-ban jutottak fel a másodosztályból.

## Jelenlegi keret
2024. február 1. szerint.
| #  |     | Poszt | Név                                                      |
| -- | --- | ----- | -------------------------------------------------------- |
| 1  | ARG | K     | Jeronimo Pourtau (kölcsönben a Temperley csapatától)     |
| 2  | ARG | V     | Juan Manuel Insaurralde                                  |
| 4  | ARG | V     | Yamil Garnier                                            |
| 5  | ARG | KP    | Pablo Pérez                                              |
| 6  | ARG | KP    | Fernando Godoy                                           |
| 7  | ARG | CS    | Lisandro López                                           |
| 8  | ITA | KP    | José Mauri                                               |
| 9  | ARG | CS    | Alan Marinelli (kölcsönben a Rosario Central csapatától) |
| 10 | ARG | KP    | Sergio Quiroga                                           |
| 11 | ARG | KP    | Manuel Mónaco                                            |
| 14 | ARG | CS    | Facundo Ferreyra                                         |
| 15 | ARG | V     | Diego Calcaterra (kölcsönben a San Lorenzo csapatától)   |
| 16 | ARG | V     | Juan Guasone (kölcsönben az Estudiantes LP csapatától)   |
| 18 | CHI | CS    | Iván Morales                                             |
| 19 | ARG | CS    | Agustín Fontana                                          |

| #  |     | Poszt | Név                                                  |
| -- | --- | ----- | ---------------------------------------------------- |
| 20 | ARG | KP    | Maico Quiroz (kölcsönben a Racing Club csapatától)   |
| 21 | ARG | KP    | Federico Paradela                                    |
| 22 | ARG | K     | Fernando Monetti                                     |
| 23 | ARG | CS    | Gabriel Azcurra                                      |
| 25 | PAR | KP    | Alfredo Amarilla (kölcsönben a Tacuary csapatától)   |
| 26 | ARG | CS    | Yair Arismendi                                       |
| 27 | URU | V     | Emanuel Hernández                                    |
| 29 | ARG | CS    | Elías López                                          |
| 30 | ARG | KP    | David Gallardo                                       |
| 32 | ARG | V     | Franco Paredes (kölcsönben a River Plate csapatától) |
| 33 | ARG | V     | Gabriel Díaz                                         |
| 35 | ARG | CS    | Lautaro Cerato                                       |
| 36 | ARG | V     | Nahuel Gallardo                                      |
| 37 | ARG | KP    | Cristian Ojeda                                       |

## Fordítás
Ez a szócikk részben vagy egészben  a   Club Atlético Sarmiento című angol Wikipédia-szócikk fordításán alapul.  Az eredeti cikk szerkesztőit annak laptörténete sorolja fel. Ez a jelzés csupán a megfogalmazás eredetét és a szerzői jogokat jelzi, nem szolgál a cikkben szereplő információk forrásmegjelöléseként.